# Северный фронт (Великая Отечественная война)

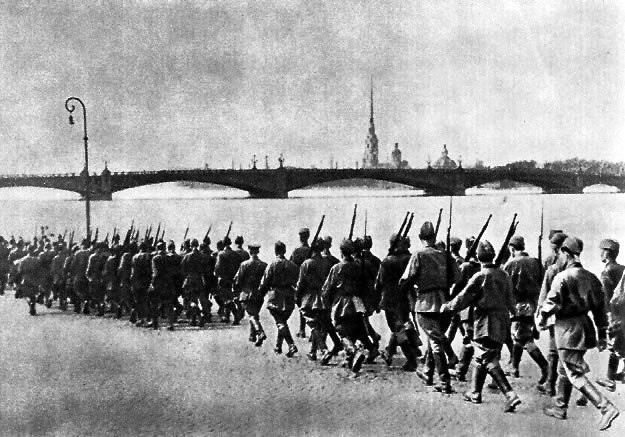
Мобилизация в Ленинграде летом 1941 года.

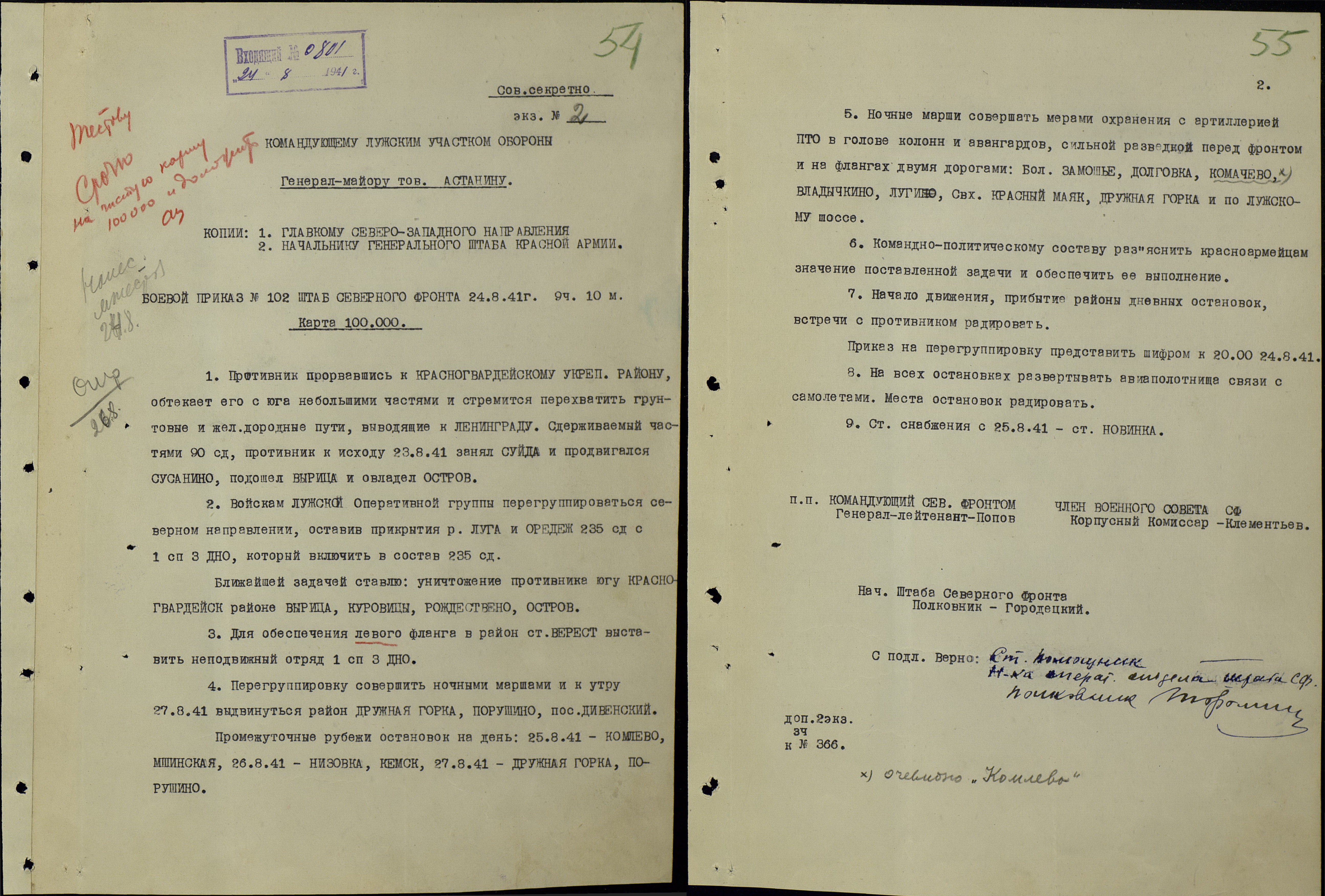
Боевой приказ штаба Северного фронта № 102, от 24 августа 1941 года.

Северный фронт (СФ) — оперативное формирование (объединение, фронт) РККА Вооружённых Сил Союза ССР, в Великой Отечественной войне.
Формирование образовано в июне 1941 года.

## География
Северный фронт вёл оборону Союза на Кольском полуострове и северном побережье Финского залива.

## История
Командующий заблаговременно предпринял ряд мер для обороны вверенного ему участка Союза несмотря на требование «не давать немцам повода для начала войны». Так, 14—15 июня он приказал командующему войсками 14-й армии выдвинуть 122-ю стрелковую дивизию на линию госграницы и занять там оборону с задачей прикрывать направление на Кандалакшу. 19 июня М. М. Попов начал переброску 1-й танковой дивизии из-под Пскова на поддержку 122-й стрелковой дивизии. 21 июня 52-я стрелковая дивизия, полки которой стояли в Мурманске, Мончегорске и Кировске, была поднята по тревоге, и ей было приказано быть в готовности марш-броском выдвинуться к госгранице с задачей прикрыть мурманское направление. В ночь на 22 июня на границу под Мурманском были переброшены два полка и разведбатальон 14-й стрелковой дивизии с задачей занять там оборону.
Общее руководство Северным фронтом поручено 21 июня 1941 года К. А. Мерецкову, а членом Военного Совета фронта назначен секретарь Ленинградского горкома ВКП(б) дивизионный комиссар А. А. Кузнецов. Вечером 21 июня 1941 года Мерецков был направлен в качестве представителя Главного командования в Ленинградский военный округ.
24 июня 1941 года фронт сформирован на базе управления, объединений, соединений, частей и учреждений Ленинградского военного округа (ЛВО).
Дата является спорной, поскольку Директива НКО СССР от 22.06.1941 года № 3 уже содержит приказ данному фронту.
В период с 25 июня по 29 июня 1941 года авиация фронта, а также авиация Северного и Краснознамённого Балтийского флотов провела воздушную операцию против Финляндии, в ходе которой нанесла удары по аэродромам авиации противника на территории Финляндии и Северной Норвегии.
28 июня 1941 года в оперативном подчинении фронта Краснознамённый Балтийский флот.
19 августа 1941 года в состав фронта вошли 8-я и 48-я армии Северо-Западного фронта (СЗФ).
26 августа 1941 года на основании директивы Ставки ВГК от 23 августа 1941 года разделён, для удобства управления войсками, на Ленинградский и Карельский фронты.

## Состав

### 1941 год

#### 24 июня
- управление;[5]
- части и учреждения подчинённые штабу фронта (фронтового подчинения);
- 7-я армия в составе: 54-я, 71-я, 168-я, 237-я стрелковые дивизии;
- 14-я армия в составе: управление, 42-й стрелковый корпус (104-я и 122-я стрелковые дивизии), 14-я и 52-я стрелковые дивизии, 1-я танковая дивизия;
- 23-я армия в составе: управление, 19-й стрелковый корпус (142-я и 115-я стрелковая дивизия), 50-й стрелковый корпус (43-я и 123-я стрелковая дивизия), 10-й механизированный корпус (21-я и 24-я танковые дивизии, 198-я моторизованная дивизия, 7-й мотоциклетный полк);
- 398-й отдельный радиодивизион ОСНАЗ.
- соединения и части фронтового подчинения:
  - 177-я и 191-я стрелковые дивизии
  - 8-я стрелковая бригада
  - 21-й, 22-й, 25-й и 29-й укреплённые районы
  - 541-й и 577-й гаубичные артиллерийские полки РГК
  - 2-й корпус ПВО
  - Выборгский, Мурманский, Псковский, Лужский, Петрозаводский бригадные районы ПВО
  - 2 отдельных инженерных (12-й и 29-й) полка и 1 отдельный понтонно-мостовой полк
- ВВС Северного фронта
- в оперативном подчинении фронта находились:
- 1-й пограничный отряд;
- 3-й пограничный отряд;
- 72-й пограничный отряд;
- 73-й пограничный отряд;
- 82-й пограничный отряд войск НКВД;
- 100-й пограничный отряд;
- 101-й пограничный отряд.

#### 1 июля
- управление
- 7-я армия;
- 14-я армия;
- 23-я армия;
- 16-я стрелковая дивизия;
- 70-я стрелковая дивизия;
- 177-я стрелковая дивизия;
- 191-я стрелковая дивизия;
- 1-я горнострелковая бригада;
- 8-я стрелковая бригада;
- отдельная сводная курсантская стрелковая бригада;
- 21-й укреплённый район (Кингисеппский УР);
- 22-й укреплённый район (Карельский УР; КаУР);
- 29-й укреплённый район;
- 573-й пушечный артиллерийский полк;
- 519-й гаубичный артиллерийский полк большой мощности;
- 541-й гаубичный артиллерийский полк РГК;
- 577-й гаубичный артиллерийский полк;
- 20-й отдельный миномётный батальон;
- 47-й отдельный миномётный батальон;
- 2-й корпус ПВО;
- Выборгский бригадный район ПВО;
- Лужский бригадный район ПВО;
- Мурманский бригадный район ПВО;
- Псковский бригадный район ПВО;
- Свирский бригадный район ПВО;
- 39-я истребительная авиационная дивизия;
- 41-я бомбардировочная авиационная дивизия;
- 1-я смешанная авиационная дивизия;
- 2-я смешанная авиационная дивизия;
- 4-я смешанная авиационная дивизия;
- 5-я смешанная авиационная дивизия;
- 55-я смешанная авиационная дивизия;
- 3-я истребительная авиационная дивизия ПВО;
- 54-я истребительная авиационная дивизия ПВО;
- 14-й бомбардировочный авиационный полк;
- 6-й понтонно-мостовой полк;
- 12-й инженерный полк;
- 29-й инженерный полк.

#### 10 июля
- управление
- 7-я армия;
- 14-я армия;
- 23-я армия;
- Лужская оперативная группа;
- Ленинградская армия народного ополчения;
- 8-я стрелковая бригада;
- 263-й отдельный пулемётно-артиллерийский батальон;
- 21 УР;
- 22 УР;
- 29 УР;
- 519-й гаубичный артиллерийский полк РГК;
- 541-й гаубичный артиллерийский полк РГК;
- 577-й гаубичный артиллерийский полк РГК;
- артиллерийский полк противотанковой обороны (майора Богданова);
- 2-й корпус ПВО;
- Выборгский бригадный район ПВО;
- Мурманский бригадный район ПВО;
- Псковский бригадный район ПВО;
- Свирский бригадный район ПВО;
- 7-й истребительный корпус ПВО;
- 39-я истребительная авиационная дивизия;
- 2-я бомбардировочная авиационная дивизия;
- 41-я бомбардировочная авиационная дивизия;
- 1-я смешанная авиационная дивизия;
- 1-я смешанная авиационная бригада;
- 159-й истребительный авиационный полк;
- 196-й истребительный авиационный полк;
- 136-я разведывательная авиационная эскадрилья
- 117-я разведывательная авиационная эскадрилья.

## По видам организации

### Армии
- 14-я армия 24.06.1941 — 26.08.1941
- 23-я армия 29.06.1941 — 26.08.1941
- 48-я армия 20.08.1941 — 26.08.1941

### Дивизии

#### Стрелковые дивизии
- 67-я стрелковая дивизия  14.07.1941 — 26.08.1941
- 70-я стрелковая дивизия 24.06.1941 — 4.07.1941
- 281-я стрелковая дивизия 11.07.1941 — 14.08.1941

##### Дивизии народного ополчения
- 1-я Ленинградская стрелковая дивизия народного ополчения 11.07.1941 — 31.07.1941
- 4-я Ленинградская стрелковая дивизия народного ополчения 19.07.1941 — 22.07.1941

#### Авиационные
- 56-я авиационная дивизия 24.06.1941 — 31.07.1941

##### Истребительные авиационные
- 8-я истребительная авиационная дивизия 15.08.1941 — 22.08.1941
- 39-я истребительная авиационная дивизия 24.06.1941 — 22.08.1941
- 54-я истребительная авиационная дивизия 24.06.1941 — 04.07.1941

##### Смешанные авиационные
- 1-я смешанная авиационная дивизия 24.06.1941 — 22.08.1941
- 2-я смешанная авиационная дивизия 24.06.1941 — 26.08.1941
- 5-я смешанная авиационная дивизия 24.06.1941 — 22.08.1941

### Бригады

#### Стрелковые
- 3-я стрелковая бригада 24.06.1941 — 26.08.1941

#### Артиллерийские
- 14-я артиллерийская бригада ПТО 01.08.1941 — 31.08.1941

### Укреплённые районы
- 21-й укрепленный район 24.06.1941 — 22.08.1941
- 22-й укрепленный район — Карельский 24.06.1941 — 23.08.1941
- 25-й укрепленный район — Псковский 24.06.1941 — 3.07.1941
- 26-й укрепленный район — Сортавальский 24.06.1941 — 21.07.1941
- 28-й укрепленный район — Выборгский 24.06.1941 — 6.08.1941
- Красногвардейский укрепленный район 23.07.1941 — 23.08.1941

## По видам (родам) войск (сил)

### Части войск связи

#### Полки
- 14-й отдельный запасной полк связи 1.07 — 26.08.1941
- 26-й полк связи 24.06 — 26.08.1941

#### Батальоны
- 110-й отдельный батальон связи 24.06 — 26.08.1941
- 118-й отдельный батальон связи ВВС 24.06 — 26.08.1941
- 359-й отдельный батальон связи 18.07.1941 — 26.08.1941
- 649-й отдельный батальон связи 23.07.1941 — 26.07.1941
- 772-й отдельный батальон связи 14.07.1941 — 12.08.1941

### Части артиллерии

#### Полки

##### Запасные
- 40-й запасный артиллерийский полк 24.06.1941 — 26.08.1941
- 47-й запасный артиллерийский полк 24.06.1941 — 26.08.1941

##### Корпусные
- 51-й корпусной артиллерийский полк 24.06.1941 — 26.08.1941

##### Противотанковые
- Противотанковый артиллерийский полк Северного фронта под командованием майора Богданова 9.07.1941 — 26.08.1941

#### Батальоны
- 260-й отдельный пулеметный артиллерийский батальон 03.07.1941 — 26.08.1941
- 262-й отдельный пулеметный артиллерийский батальон 03.07.1941 — 26.08.1941
- 265-й отдельный пулеметный артиллерийский батальон 3.07.1941 — 26.08.1941
- 268-й отдельный пулеметный артиллерийский батальон 17.07.1941 — 26.08.1941
- 272-й отдельный пулеметный артиллерийский батальон 5.07.1941 — 26.08.1941
- 273-й отдельный пулеметный артиллерийский батальон 3.07.1941 — 26.08.1941
- 276-й отдельный пулеметный артиллерийский батальон 4.07.1941 — 26.08.1941
- 277-й отдельный пулеметный артиллерийский батальон 10.07.1941 — 26.08.1941

### Части зенитной артиллерии

#### Зенитные артиллерийские дивизионы
- 1-й отдельный зенитный артиллерийский дивизион 24.06.1941 — 26.08.1941
- 12-й отдельный зенитный артиллерийский дивизион 25.06.1941 — 26.08.1941
- 15-й отдельный зенитный артиллерийский дивизион 29.06.1941 — 26.08.1941
- 208-й отдельный зенитный артиллерийский дивизион 24.06.1941 — 26.08.1941
- 241-й отдельный зенитный артиллерийский дивизион 24.06.1941 — 26.08.1941
- 261-й отдельный зенитный артиллерийский дивизион 24.06.1941 — 26.08.1941

#### Зенитные батареи
- 20-я отдельная зенитная батарея ПВО 24.06 — 26.08.1941
- 28-я отдельная зенитная батарея ПВО 24.06 — 26.08.1941
- 29-я отдельная зенитная батарея 24.06.1941 — 26.08.1941
- 30-я отдельная зенитная батарея ПВО 24.06.1941 — 26.08.1941
- 31-я отдельная зенитная батарея ПВО 24.06.1941 — 26.08.1941
- 32-я отдельная зенитная батарея ПВО 24.06.1941 — 26.08.1941
- 33-я отдельная зенитная батарея ПВО 24.06.1941 — 26.08.1941
- 35-я отдельная зенитная батарея ПВО 24.06.1941 — 26.08.1941

### Миномётные части
- 7-й отдельный запасной минометный батальон 24.06.1941 — 26.08.1941

## Части ВВС
- 65-я отдельная корпусная авиационная эскадрилья ВВС 22.06.1941 — 12.12.1941
- 796-й отдельный батальон аэродромного обслуживания ВВС 25.07.1941 — 13.10.1941
- 1-я подвижная авиаремонтная база ВВС 05.08.1941 — 26.08.1941
- 10-я отдельная аэродромно-техническая рота ВВС 24.06.1941 — 09.10.1941
- 22-я отдельная аэродромно-техническая рота ВВС 24.06.1941 — 09.10.1941
- 23-я отдельная аэродромно-техническая рота ВВС 24.06.1941 — 26.11.1941

## Части охраны
- 1-я отдельная пограничная комендатура зоны заграждения войск НКВД охраны тыла Действующей армии 22.08.1941 — 26.08.1941
- 2-я отдельная пограничная комендатура зоны заграждения войск НКВД охраны тыла Действующей армии 22.08.1941 — 26.08.1941
- 3-я отдельная пограничная комендатура зоны заграждения войск НКВД охраны тыла Действующей армии 22.08.1941 — 26.08.1941
- 4-я отдельная пограничная комендатура зоны заграждения войск НКВД охраны тыла Действующей армии 22.08.1941 — 26.08.1941
- 21-й отдельный батальон охраны 30.07.1941 — 26.08.1941
- отдельный стрелковый батальон ОО НКВД Северного фронта 19.07.1941 — 26.08.1941
- Управление войск НКВД охраны тыла Северного фронта 27.06.1941 — 26.08.1941

## Инженерные части

### Полки
- 5-й отдельный запасный инженерный полк 24.06.1941 — 26.08.1941

### Батальоны
- 2-й отдельный запасной понтонно-мостовой батальон 24.06.1941 — 26.08.1941
- 23-й отдельный запасной саперный батальон 24.06.1941 — 26.08.1941
- 295-й отдельный саперный батальон 16.07.1941 — 26.08.1941

## Части ВВС
- 2-я подвижная авиаремонтная база ВВС 05.08.1941 — 26.08.1941
- 3-я подвижная авиаремонтная база ВВС 05.08.1941 — 26.08.1941
- 46-й отдельный инженерно-аэродромный батальон ВВС 24.06.1941 — 11.05.45
- 477-я отдельная аэродромно-техническая рота ВВС 24.06.1941 — 28.04.1942

## Другие части
- 1-й фронтовой железнодорожный парк 28.06.1941 — 26.08.1941
- 2-я отдельная учебная бронерота 2.07.1941 — 26.08.1941
- 14-й отдельный ремонтно-восстановительный батальон 15.07.1941 — 26.08.1941
- 17-й отдельный автотранспортный батальон 24.06.1941 — 26.08.1941
- 19-я эвакотракторная рота 12.07.1941 — 26.08.1941
- 20-я отдельная эвакотракторная рота 24.06.1941 — 26.08.1941
- 44-й отдельный стрелковый батальон 12.07.1941 — 26.08.1941
- 332-я отдельная автотранспортная рота 24.06.1941 — 26.08.1941
- 1327-й эвакуационный госпиталь 24.06.1941 — 26.08.1941
- 1601-й полевой армейский санитарный склад 24.06.1941 — 26.08.1941
- 48-я патологоанатомическая лаборатория 14.07.1941 — 26.08.1941
- 4-я подвижная автобронетанковая ремонтная база 24.06.1941 — 26.08.1941
- 909-й полевой фронтовой (головной) обозно-вещевой (обозно-хозяйственный) склад 24.06.1941 — 05.08.1942
- военно-химическая мастерская "М" Северного фронта 24.06.1941 — 26.08.1941
- мастерская по ремонту вещевого имущества Северного фронта 27.07.1941 — 26.08.1941
- мастерская по ремонту механических агрегатов, обоза и упряжи Северного Фронта 24.06.1941 — 26.08.1941
- отдельная рота ранцевых огнеметов 07.08.1941 — 26.08.1941

## Командование фронта

### Командующий
- генерал-лейтенант М. М. Попов[1][6] (24 июня - 26 августа 1941).

### Член военного совета
- дивизионный комиссар А. А. Кузнецов (24 июня - 26 августа 1941),
- Корпусный комиссар Н. Н. Клементьев (24 июня - 26 августа 1941).

### Начальник штаба
- генерал-майор Д. Н. Никишов (24 июня - 26 июля 1941),
- полковник Н. В. Городецкий (27 июля — 26 августа 1941)[7].

### Командующий БТ и МВ
- Полковник Дементьев А.И. (24 июня – 26 августа 1941).

### Командующий ВВС
- Генерал-майор авиации Новиков А. А. (24 июня – 26 августа 1941).